# Lubomír Lipský
Lubomír Lipský (19. dubna 1923 Pelhřimov – 2. října 2015 Praha) byl český herec a komik.

## Život

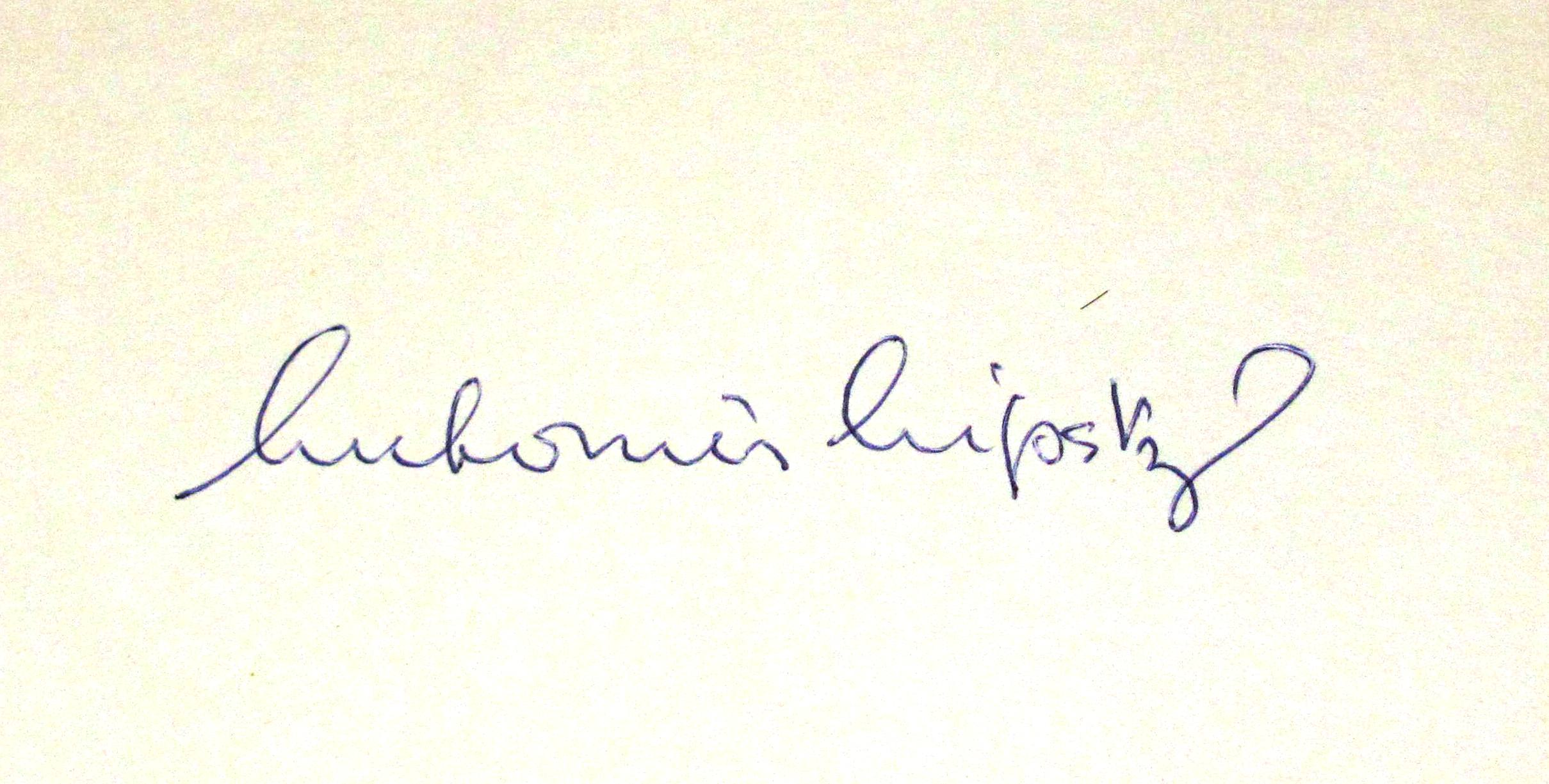
Autogram Lubomíra Lipského (1983)

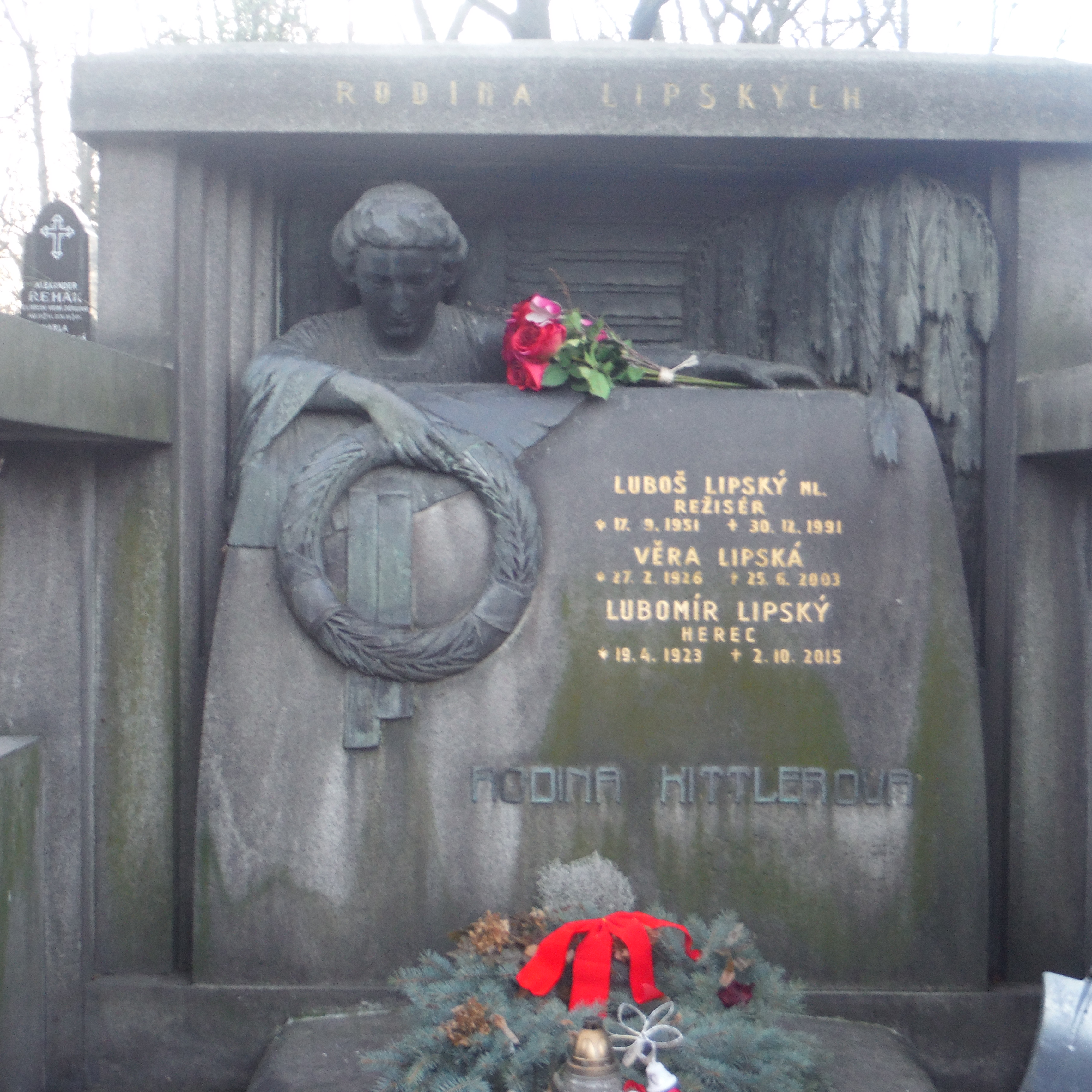
Hercův hrob na Olšanských hřbitovech

Otec Vilém měl v Pelhřimově cukrárnu s kavárnou, vedl rovněž místní ochotnický soubor Rieger a přesvědčil syny (Lubomír, Oldřich 1924–1986, Dalibor 1930–1947), aby v něm pracovali. Spolu se svým bratrem Oldřichem a dalšími vrstevníky, jako byl Otomar Krejča nebo Jiří Lír (který byl mimochodem jeho spolužákem ze školy), založili v Pelhřimově ochotnické Dramatické studio mladých. V roce 1945 byl jedním ze zakladatelů Divadla satiry. V letech 1950–1990 byl členem souboru Městských divadel pražských. Soukromě studoval herectví u Bedřicha Karena a Emy Fiechtingové a současně studoval na filosofické fakultě Univerzity Karlovy estetiku a divadelní vědu, kde absolvoval v roce 1951. Od roku 1996 vystupoval v Divadle ABC.
Mezi jeho nejznámější televizní i filmové postavy patří děda Potůček z českého televizního seriálu Tři chlapi v chalupě (plus dalších dvou na něj navazujících filmů). Dále rozhlasová a televizní postava popleteného pana Hlustvisiháka nebo postava cirkusového klauna Cibulky z českého filmu Šest medvědů s Cibulkou.
Z divadelních rolí lze, mimo jiné, připomenout velice úspěšné divadelní představení Charleyova teta z Divadla ABC, které bylo v roce 1969 převedeno i do podoby televizního filmu.
Ve volném čase byl fanouškem fotbalové Sparty. Na přelomu tisíciletí byl tradičním hostem Třeboňských lázní.
Manželka Věra (roz. Kittlerová) byla tanečnice. Dcera Taťána je překladatelka, syn Lubomír vystudoval FAMU.

## Ocenění
- 1977 Zasloužilý umělec
- 1994 Cena Senior Prix
- 1997 Cena Thálie v oboru opereta, muzikál
- 2005 Cena Thálie za celoživotní mistrovství v oboru
- 2008 Cena Františka Filipovského za celoživotní mistrovství v dabingu
- 2009 Zlatý střevíček za mimořádný přínos kinematografii pro děti a mládež na Zlín Film Festivalu[9]
- 2013 TýTý – Dvorana slávy
- 2013 Medaile Za zásluhy

## Filmografie

### Film
- V horách duní (1946)
- Premiera (1947)
- Červená ještěrka (1948) – role: průvodčí
- Železný dědek (1948)
- Zrcadlo (1948)
- Ves v pohraničí (1948)
- Kariéra (1948)
- Divá Bára (1949)
- Výlet pana Broučka do zlatých časů (1949)
- Soudný den (1949)
- Přiznání (1950)
- Vítězná křídla (1950)
- Slepice a kostelník (1950)
- Racek má zpoždění (1950)
- Císařův pekař – Pekařův císař (1951)
- Haškovy povídky ze starého mocnářství (1952)
- Kavárna na hlavní třídě (1953)
- Tajemství krve (1953)
- Byl jednou jeden král… (1954)
- Nejlepší člověk (1954)
- Cirkus bude! (1954)
- Hudba z Marsu (1955)
- Za 14 dní, prosím (1955)
- Vzorný kinematograf Haška Jaroslava (1955)
- Větrná hora (1955)
- Psohlavci (1955)
- Nechte to na mně (1955)
- Návštěva z oblak (1955)
- Kudy kam (1956)
- Zaostřit, prosím! (1956)
- Robinsonka (1956)
- Florenc 13.30 (1957)
- Hvězda jede na jih (1958)
- Tři přání (1958)
- Ruka ruku neumyje (1958)
- O věcech nadpřirozených (1958)
- O lidech a tramvajích (1958)
- Mezi zemí a nebem (1958)
- Hlavní výhra (1959)
- Ledoví muži (1960)
- Zlepšovák (1960)
- Páté oddělení (1960)
- Florián (1961)
- Muž z prvního století (1961)
- Každá koruna dobrá (1961)
- Ticho, ticho, ticho (1962)
- Einstein kontra Babinský (1963)
- Tři chlapi v chalupě (1963)
- Lov na mamuta (1964)
- Půjčovna talentů (1964)
- Člověk proti sobě (1965)
- Zločin v dívčí škole (1965)
- Dva tygři (1966)
- Smrt za oponou (1966)
- Poklad byzantského kupce (1966)
- Amatér (1967)
- Když má svátek Dominika (1967)
- Inzerát (1967)
- Čest a sláva (1968)
- Blázinec v prvním poschodí (1969)
- Zabil jsem Einsteina, pánové… (1969)
- Šest černých dívek aneb Proč zmizel Zajíc (1969)
- Odvážná slečna (1969)
- Čtyři vraždy stačí, drahoušku! (1970)
- Ženy v ofsajdu (1971)
- Slaměný klobouk (1971)
- Metráček (1971)
- F. L. Věk (1971)
- Z nových pověstí českých: Dívčí válka (1972)
- Šest medvědů s Cibulkou (1972)
- Tři chlapi na cestách (1973)
- Muž z Londýna (1974)
- Jáchyme, hoď ho do stroje! (1974) – role: vrátný v autoservisu
- Cirkus v cirkuse (1975)
- Honza málem králem (1976)
- Ať žijí duchové! (1976)
- Já to tedy beru, šéfe! (1978)
- Tři veteráni (1983)
- Fešák Hubert (1985)
- Jsi falešný hráč (1986)
- Cizím vstup povolen (1986)
- Trhala fialky dynamitem (1992)
- Saturnin (1994)
- Nebát se a nakrást (1999)
- Návrat ztraceného ráje (1999)
- Kameňák (2003)
- Kameňák 2 (2004)
- Kameňák 3 (2005)
- Bobule (2007)
- Poslední plavky (2007)
- 2Bobule (2009)
- Kameňák 4 (2013)

## Televize
- Soudce Stokroč (1967, TV seriál)
- Hříšní lidé města pražského (1968, TV seriál)
- Hořké pivo, sladký likér (1968, TV zpracování dvou povídek Karla Copa) – role: vedoucí prodejny Olda Douda
- Fantom operety (1970, TV seriál)
- Bližní na tapetě (1970, TV cyklus mikrokomedií Malé justiční omyly) – role: Josef Černý „Andrlík“ (4. příběh: Muž v domácnosti)
- Pan Tau (1970, TV seriál) (epizody: Pan Tau přichází a Pan Tau naděluje)
- O Pomněnce (1971, TV pohádka) – role: princův rádce
- 1972 Bližní na tapetě (TV cyklus mikrokomedií Malé justiční omyly) – role: děda (12. příběh: Hračičkové)
- 1979 Sedm kilo pro Králíčka (TV komedie) – hlavní role: Karel Králíček
- 1981 Uličnictví pana Čabouna (TV film) – role: pan František Čaboun, bývalý knihovník knížete Lobkowicze
- Koloběžka první (1984, TV pohádka)
- Hospoda (1997, TV seriál)
- Ulice (2009, TV seriál)

## Rozhlas
- 1982 Nikolaj Vasiljevič Gogol: Ženitba – role: poručk Žvanikin, překlad: Leoš Suchařípa, režie: Jan Lorman

## Další aktivity
- Negative Face (2005) – album Stín
- Negative Face (2009) – album The Garden of Wishes